# De verdad
"De verdad" es el primer sencillo del décimo álbum de estudio Soy de Alejandra Guzmán lanzado en 2001. La canción fue escrita por Steve Mandle, Julia Sierra, Jodi Marr y producida por Randy Cantor y Desmond Child. La canción tuvo mucho éxito en México y Estados Unidos y fue las más escuchada de dicho álbum.
La canción recibió una nominación al Premio Grammy Latino a la Mejor Canción de Rock, otorgada a Francisco Céspedes.

## Posicionamiento en listas
| Lista (2001)                | Posición |
| --------------------------- | -------- |
| Billboard Hot Latin Songs   | 22       |
| Billboard Latin Pop Airplay | 10       |